# Чемберджи, Николай Карпович
Николай Карпович Чемберджи́ (арм. Նիկողայոս Կարպիսի Չեմբերջյան; 24 августа 1903, Царское Село, Санкт-Петербургская губерния — 22 апреля 1948, Москва) — советский композитор. Заслуженный деятель искусств Башкирской АССР (1944). Лауреат Сталинской премии второй степени (1946). Автор первой башкирской оперы «Карлугас» (1941).

## Биография
Родился 11 (24) августа 1903 год в Царском Селе (ныне город Пушкин), в семье армянского происхождения. Его отец — Карп Владимирович Чемберджи (лейб-медик Его Императорского Величества) был женат на родной сестре композитора А. А. Спендиарова — Валентине Афанасьевне.
Мать Валентина Спендиарова скончалась, когда сыну было два года. После её смерти отец отправил сына в Крым, где тот воспитывался в семье своего дяди А. А. Спендиарова. С 1913 года занимался по теории музыки у С. А. Бугославского, по композиции — у своего дяди-композитора А. А. Спендиарова. В 1917 году уехал в Москву, где сначала тапёрствовал, а потом поступил в Московскую консерваторию, которую окончил по классу композиции у А. Н. Александрова.
С 1928 года был заведующим музыкальной частью и дирижёром Центрального театра рабочей молодёжи («ТРАМ») в Москве
Был одним из основателей и членом ПРОКОЛЛа (Производственный коллектив студентов Московской консерватории) и считался «попутчиком» в Российской ассоциации пролетарских музыкантов. Писал массовые песни, марши. В 1931—1932 годах вёл класс композиции в Московской консерватории.
Во время Великой Отечественной войны создал в Уфе первую башкирскую оперу «Карлугас» («Ласточка»).
Член ВКП(б) с 1942 года.
Популярностью пользовалась песня Чемберджи «Улыбка» в исполнении А. В. Неждановой.
Чемберджи много времени уделял общественной деятельности, активно участвовал в первых шагах по созданию Музыкального фонда СССР, занимал ответственные должности в СК СССР. Умер 22 апреля 1948 года. Похоронен в Москве на Новодевичьем кладбище (участок № 3).

## Общественная деятельность
Чемберджи много времени уделял общественной деятельности, активно участвовал в первых шагах по созданию Музыкального фонда СССР. Занимал ответственные должности в СК СССР: председатель Московского союза композиторов (1936—1937), ответственный секретарь оргкомитета CК СССР (1942—1945).

## Семья
Тётя (сестра матери) — Татьяна Спендиарова (1901—1990), поэтесса, переводчик с армянского, идиша и других языков.
Жена — пианистка и композитор Зара Левина (1906—1976). 
- Дочь — филолог Валентина Чемберджи (род. 1936). 
  - Внучка (от брака дочери с В. В. Познером) — композитор и пианист Екатерина Чемберджи (род. 1960).
  - Внук — (от брака дочери с математиком Марком Мельниковым) — пианист Александр Мельников (род. 1973).

## Сочинения
- Опера «Карлугас» («Ласточка», 1942, Башкирский театр оперы и балета, Уфа)
- Детский балет «Сон Дрёмович» (либретто. К. Я. Голейзовского, 1943, Большой театр[6])

#### Для солистов, хора и оркестра
- Симфония-кантата «Дело доблести» (сл. С. М. Городецкого, 1933)

#### Для симфонического оркестра
- Концерт для скрипки с оркестром (1928)
- Русская увертюра (1936)
- Героическая поэма (1942)
- Симфония-поэма «Армения» (1944)
- Симфониетта (1947)

Сюиты
- Таджикская (1932)
- На темы революционных песен (1937)
- Узбекская (1938)
- Танцевальная (1940)
- Детская (1945)
- Московская (1945)

#### Инструментальная музыка
- Сюита для альта и фортепиано (1926) — для камерно-инструментального ансамбля
- Сюита для оркестра русских народных инструментов (1929)
- Сюита «Пионерия» (для трубы и фортепиано, 1927)
- три струных квартета (квартет-сюита — 1926; 1931; 1943, Сталинская премия второй степени, 1946)
- Концертино для квартета деревянных духовых инструментов (1935)
- Квинтет (для гобоя, клавесина, фагота, валторны и фортепиано, 1927)

#### Марши
- Юбилейный марш РККА (1933)
- Красный Кавказ (1935)
- Походный (1942)
- Слава гвардейцам (1942)
- Сталинград (1942)
- Советская Башкирия (1945)

#### Песни

##### для голоса с фортепиано
- Армения (сл. С. Н. Кирсанова, 1930)
- Краснофлотские песни (1933)
- Песня о Москве (сл. Джамбула Джабаева, 1935)
- В атаку, пятый полк! (Народному фронту Испании) (сл. Л. Де-Тапиа, обработка В. Соколова, 1936)
- Улыбка (сл. Е. А. Долматовского, 1937) — в исполнении А. В. Неждановой пользовалась популярностью
- Песни о Родине (1937—1938)
- три песни на слова Р. Бёрнса (1940)

##### для хора
- Комсомольская ударная (совместно с В. А. Белым и А. А. Давиденко, сл. С. Б. Болотина, 1932)
- Песня солидарности (сл. Болотина и Т. С. Сикорской, 1934)

## Фильмография
Автор музыки к фильмам:
- 1934 — Восстание рыбаков (совместно с Сабольчем Феньешем и Владимиром Фере)
- 1938 — Человек рассеянный

## Награды и премии
- Сталинская премия второй степени (1946) — за Третий струнный квартет (1943).
- Заслуженный деятель искусств Башкирской АССР (1944)